# Lonicera fragilis
Lonicera fragilis là một loài thực vật có hoa trong họ Kim ngân. Loài này được H. Lév. mô tả khoa học đầu tiên năm 1914.